# Gran Premio motociclistico d'Australia 1989
Il Gran Premio motociclistico d'Australia 1989 fu il secondo appuntamento della stagione 1989 e si disputò il 9 aprile 1989 sul circuito di Phillip Island. Le vittorie sono andate a Wayne Gardner in classe 500, a Sito Pons in classe 250 e ad Àlex Crivillé in classe 125.
Crivillé ottiene la sua prima vittoria nel contesto del motomondiale.

## Classe 500

### Arrivati al traguardo
| Pos | Pilota            | Moto   | Giri | Tempo     | Griglia | Punti |
| --- | ----------------- | ------ | ---- | --------- | ------- | ----- |
| 1   | Wayne Gardner     | Honda  | 30   | 48:15.940 | 3       | 20    |
| 2   | Wayne Rainey      | Yamaha | 30   | +0.350    | 2       | 17    |
| 3   | Christian Sarron  | Yamaha | 30   | +0.470    | 5       | 15    |
| 4   | Kevin Magee       | Yamaha | 30   | +1.510    | 6       | 13    |
| 5   | Eddie Lawson      | Honda  | 30   | +10.970   | 7       | 11    |
| 6   | Tadahiko Taira    | Yamaha | 30   | +12.570   | 4       | 10    |
| 7   | Ron Haslam        | Suzuki | 30   | +32.460   | 11      | 9     |
| 8   | Michael Doohan    | Honda  | 30   | +47.660   | 12      | 8     |
| 9   | Michael Dowson    | Yamaha | 30   | +1:27.820 | 16      | 7     |
| 10  | Dominique Sarron  | Honda  | 29   | +1 giro   | 17      | 6     |
| 11  | Alessandro Valesi | Yamaha | 29   | +1 giro   | 19      | 5     |
| 12  | Simon Buckmaster  | Honda  | 29   | +1 giro   | 20      | 4     |
| 13  | Marco Gentile     | Fior   | 29   | +1 giro   | 18      | 3     |
| 14  | Niggi Schmassmann | Honda  | 27   | +3 giri   | 22      | 2     |
| 15  | Michael Rudroff   | Honda  | 27   | +3 giri   | 21      | 1     |

### Ritirati
| Pilota                       | Moto   | Giri | Motivo | Griglia |
| ---------------------------- | ------ | ---- | ------ | ------- |
| Randy Mamola                 | Cagiva | 24   |        | 14      |
| Fernando González De Nicolás | Honda  | 23   |        | 24      |
| Freddie Spencer              | Yamaha | 22   | Caduta | 8       |
| Niall Mackenzie              | Yamaha | 22   | Caduta | 9       |
| Bubba Shobert                | Honda  | 16   |        | 13      |
| Pierfrancesco Chili          | Honda  | 5    | Caduta | 10      |
| Greg Drew                    | PRP    | 1    |        | 23      |
| Malcolm Campbell             | Honda  | 0    | Caduta | 15      |
| James Judd                   | Yamaha | 0    |        | 25      |
| Kevin Schwantz               | Suzuki | 0    | Caduta | 1       |

### Non qualificato
| Pilota        | Moto   |
| ------------- | ------ |
| Craig Harwood | Yamaha |

## Classe 250

### Arrivati al traguardo
| Pos | Pilota                    | Moto     | Tempo     | Griglia | Punti |
| --- | ------------------------- | -------- | --------- | ------- | ----- |
| 1   | Sito Pons                 | Honda    | 43:16.540 | 2       | 20    |
| 2   | Jean-Philippe Ruggia      | Yamaha   | +0.130    | 1       | 17    |
| 3   | Luca Cadalora             | Yamaha   | +8.750    | 3       | 15    |
| 4   | Juan Garriga              | Yamaha   | +11.590   | 6       | 13    |
| 5   | Reinhold Roth             | Honda    | +18.130   | 7       | 11    |
| 6   | Jacques Cornu             | Honda    | +29.510   | 4       | 10    |
| 7   | Carlos Cardús             | Honda    | +33.040   | 11      | 9     |
| 8   | Helmut Bradl              | Honda    | +33.170   | 8       | 8     |
| 9   | Didier de Radiguès        | Aprilia  | +53.400   | 9       | 7     |
| 10  | Alex Barros               | Yamaha   | +54.790   | 21      | 6     |
| 11  | Loris Reggiani            | Honda    | +54.920   | 12      | 5     |
| 12  | Daryl Beattie             | Honda    | +55.300   | 10      | 4     |
| 13  | Martin Wimmer             | Aprilia  | +56.060   | 5       | 3     |
| 14  | Masahiro Shimizu          | Honda    | +1:01.370 | 26      | 2     |
| 15  | August Auinger            | Yamaha   | +1:04.180 | 13      | 1     |
| 16  | Jochen Schmid             | Honda    | +1:04.410 | 28      |       |
| 17  | Roy Leslie                | Yamaha   | +1:04.960 | 18      |       |
| 18  | Ivan Palazzese            | Aprilia  | +1:20.160 | 25      |       |
| 19  | Fabio Barchitta           | Aprilia  | +1:20.300 | 38      |       |
| 20  | Harald Eckl               | Aprilia  | +1:20.590 | 22      |       |
| 21  | Gary Cowan                | Yamaha   | +1:20.710 | 32      |       |
| 22  | Javier Cardelús           | JJ-Cobas | +1:20.970 | 27      |       |
| 23  | Patrick van den Goorbergh | Yamaha   | +1:21.110 | 23      |       |
| 24  | Daniel Amatriaín          | Honda    | +1:21.370 | 24      |       |
| 25  | Jean-François Foray       | Yamaha   | +1:21.670 | 35      |       |
| 26  | Jean-François Baldé       | Yamaha   | +1:25.060 | 34      |       |
| 27  | Stephen Whitehouse        | Yamaha   | +1:30.100 | 39      |       |
| 28  | René Bongers              | Yamaha   | +1 giro   | 17      |       |
| 29  | Darren Millner            | Yamaha   | +1 giro   | 37      |       |
| 30  | David Horton              | Yamaha   | +1 giro   | 33      |       |
| 31  | Brent Jones               | Yamaha   | +1 giro   | 40      |       |
| 32  | Andreas Preining          | Aprilia  | +1 giro   | 36      |       |
| 33  | David Moore               | Yamaha   | +1 giro   | 30      |       |

### Ritirati
| Pilota         | Moto    | Motivo | Griglia |
| -------------- | ------- | ------ | ------- |
| Carlos Lavado  | Aprilia |        | 29      |
| Alberto Rota   | Aprilia |        | 15      |
| Chris Oldfield | Yamaha  |        | 31      |
| Alberto Puig   | Yamaha  |        | 16      |
| Fausto Ricci   | Aprilia |        | 14      |
| Paolo Casoli   | Honda   |        | 19      |
| Jeffrey Sayle  | Yamaha  |        | 20      |

### Non qualificati
| Pilota         | Moto    |
| -------------- | ------- |
| M. Cooley      | Yamaha  |
| Mike Webb      | Yamaha  |
| Andy Leisner   | Honda   |
| H. McNicol     | Honda   |
| M. Renfrey     | Honda   |
| Chris Stafford | Yamaha  |
| T. Kingston    | Honda   |
| A. Miller      | Aprilia |

## Classe 125

### Arrivati al traguardo
| Pos | Pilota             | Moto      | Tempo     | Griglia | Punti |
| --- | ------------------ | --------- | --------- | ------- | ----- |
| 1   | Àlex Crivillé      | JJ-Cobas  | 39:40.040 | 4       | 20    |
| 2   | Robin Milton       | Honda     | +8.720    | 5       | 17    |
| 3   | Allan Scott        | Honda     | +13.640   | 8       | 15    |
| 4   | Stefan Prein       | Honda     | +17.550   | 10      | 13    |
| 5   | Ezio Gianola       | Honda     | +18.890   | 2       | 11    |
| 6   | Julián Miralles    | Derbi     | +28.360   | 16      | 10    |
| 7   | Fausto Gresini     | Aprilia   | +38.770   | 13      | 9     |
| 8   | Hans Spaan         | Honda     | +41.900   | 3       | 8     |
| 9   | Luis Miguel Reyes  | Honda     | +52.500   | 11      | 7     |
| 10  | Adi Stadler        | Honda     | +52.670   | 21      | 6     |
| 11  | Robin Appleyard    | Honda     | +53.020   | 18      | 5     |
| 12  | Lucio Pietroniro   | Honda     | +53.970   | 14      | 4     |
| 13  | Ian Saunders       | Honda     | +1:02.020 | 24      | 3     |
| 14  | Johnny Wickström   | Honda     | +1:03.640 | 19      | 2     |
| 15  | Alex Bedford       | EMC/Rotax | +1:05.960 | 25      | 1     |
| 16  | Domenico Brigaglia | Garelli   | +1:06.080 | 31      |       |
| 17  | Peter Galvin       | Honda     | +1:10.090 | 34      |       |
| 18  | Thierry Feuz       | Honda     | +1:11.220 | 23      |       |
| 19  | Rafael Roses       | Honda     | +1:18.580 | 20      |       |
| 20  | Gerhard Waibel     | Honda     | +1:30.650 | 29      |       |
| 21  | Michael Brown      | Honda     | +1:31.150 | 35      |       |
| 22  | Steve Broughy      | Honda     | +1:46.220 | 37      |       |
| 23  | Michael Haisman    | Honda     | +1:54.010 | 39      |       |
| 24  | Mike Leitner       | Honda     | +1 giro   | 32      |       |
| 25  | Colin Clark        | Honda     | +1 giro   | 28      |       |
| 26  | Klausà Barker      | Honda     | +1 giro   | 38      |       |
| 27  | Alan Bradshaw      | Honda     | +1 giro   | 15      |       |
| 28  | Valerio Vivarelli  | Rotax     | +1 giro   | 40      |       |

### Ritirati
| Pilota            | Moto      | Motivo | Griglia |
| ----------------- | --------- | ------ | ------- |
| Bruno Casanova    | Aprilia   |        | 12      |
| Herri Torrontegui | Honda     |        | 6       |
| Kōji Takada       | Honda     |        | 7       |
| Jorge Martínez    | Derbi     |        | 1       |
| Kris Galatowicz   | EMC/Rotax |        | 22      |
| Hisashi Unemoto   | Honda     |        | 9       |
| Stefan Dörflinger | Aprilia   |        | 27      |
| Heinz Lüthi       | Honda     |        | 30      |
| Corrado Catalano  | Rotax     |        | 17      |
| Trevor Manley     | Honda     |        | 36      |
| Emilio Cuppini    | Garelli   |        | 33      |

### Non partito
| Pilota      | Moto     | Griglia |
| ----------- | -------- | ------- |
| Juan Bolart | JJ-Cobas | 26      |

### Non qualificati
| Pilota         | Moto  |
| -------------- | ----- |
| Peter McFayden | Honda |
| Ian Thornley   | ITB   |
| Martin Hubert  | Rotax |